# USS Virginia (SSN-774)
Pour les autres navires du même nom, voir USS Virginia.
L’USS Virginia (SSN-774) est un sous-marin nucléaire d'attaque de l'US Navy, navire de tête de la classe qui porte son nom et 10e navire de la Marine américaine à être nommé d'après l'État américain de Virginie. 

## Conception et caractéristiques
C'est la première classe de sous-marins Américains conçus par ordinateur avec le logiciel CATIA de Dassault Systèmes.
Le Virginia dispose d'un armement similaire au sous-marin de classe Los Angeles, à savoir des torpilles Mk-48 de 533 mm, des missiles mer-mer Harpoon et des missiles à lancement vertical Tomahawk.